# Питерсон, Койот
Натаниэ́ль (Койо́т) Пи́терсон (англ. Nathaniel «Coyote» Peterson; род. 1 сентября 1981, Ньюбери-Центр, Огайо, США) — американский видеоблогер, специалист по дикой природе, продюсер и писатель. Является главным лицом американского YouTube-канала «Brave Wilderness» (с англ. — «Храбрая дикость природы»). Ведущий телесериала «Coyote Peterson: Brave the Wild».
Питерсон известен тем, что в своих видео он не просто рассказывает о животных, но ещё и проверяет на себе самые болезненные и опасные укусы различных насекомых и животных.

## Биография
Натаниэль Питерсон родился 1 сентября 1981 года в городе Ньюбери-Центре, штат Огайо в США. В юном возрасте стал интересоваться наукой о животном мире. Любил исследовать окрестности и ловить разных животных. Прозвище «Койот» Натаниэль получил от своей матери в детстве: будучи ребёнком, он, как койот из мультфильма, гонялся за калифорнийскими земляными кукушками, пока те охотились на ящериц.
Самым любимым животным Питерсона в детстве была каймановая черепаха.
Юный Натаниэль посещал латинскую среднюю школу при Соборе Парижской Богоматери, подготовительную школу при колледже. Затем поступил в Университет штата Огайо и окончил там учёбу в 2004 году.
Койот называет себя экспертом в мире животных, однако, у него никогда не было опыта в дрессировке животных.
В 2017 году был гостем программы «Conan» на телеканале «TBS», и принёс в студию много животных, включая самого большого в мире слизняка и птицееда тарантула.
У Питерсона есть дочь по прозвищу «Pup» (англ. pup — щенок, детеныш) 2008 года рождения.
С детства является поклонником игр про Ежа Соника.
Питерсон называет своими учителями и вдохновителями в исследовании природы Стива Ирвина и Беара Гриллса, а в кино — Стивена Спилберга.

## Деятельность на YouTube
Идея шоу о животных возникла у Питерсона в 2009 году, когда он гулял в дендрарии с годовалой дочерью. Питерсон и его продюсеры 5 лет готовили проект к выпуску. Они безуспешно показывали свои демо-видео различным компаниям и телеканалам, пока, наконец, ими не заинтересовалась компания Discovery Digital Networks, выпустившая первые эпизоды «Breaking Trail» в интернете. Самое первое видео было посвящено каймановой черепахе.
9 сентября 2014 года Койот создал канал на YouTube под названием «Brave Wilderness». На нём выкладываются видео по разным рубрикам, например: «Breaking Trail», «Beyond the Tide», «Dragon Tails», «Blue Wilderness», «On Location». Рубрика «Breaking Tail» получала премию «Эмми» в 2015 году, в номинации молодёжные/подростковые программы.
В 2018 году канал «Brave Wilderness» набрал 10 млн подписчиков, и в честь этого был награждён бриллиантовой кнопкой YouTube.
За 8 лет существования канала, Койот Питерсон испытал на себе огромное количество самых болезненных укусов, от самых опасных насекомых и животных. Например, в 2016 году Койот испытал на себе жало Тарантулового Ястреба, а его жало вызывает дикую боль (похожую на удар электрошокера) и действие паралича; в том же году Койот испытал на своей руке жало муравья-пули (его укус соответствует высшему уровню по шкале Шмидта). После укуса калифорнийской сколопендры Питерсону понадобилась медицинская помощь, он попал в больницу.
Питерсон создаёт видео для своего канала совместно с его сооснователем, оператором и режиссёром Марком Левинсом и биологом, специалистом по дикой природе и оператором Марио Алдекоа. Над видео также работают два монтажёра.
Питерсон называет своих поклонников на YouTube «стаей койотов». Он традиционно заканчивает свои видео фразой: «Будьте смелыми, будьте дикими, увидимся в следующем приключении».
В 2019 году канал Питерсона вошёл в Книгу рекордов Гиннесса как канал о животных с самым большим числом подписчиков, а также как самый просматриваемый канал о животных.
По словам Питерсона, главные цели его канала — образовывать, развлекать и внушать людям любовь к животным.

## «Coyote Peterson: Brave the Wild»
16 ноября 2018 года было объявлено, что команда «Brave Wilderness» будет создавать телепрограмму на телеканале «Animal Planet», под названием «Coyote Peterson: Brave the Wild». Эпизод подписания контракта был опубликован на их YouTube-канале. Телевизионный спецвыпуск «Coyote Peterson: Return to the Wilderness» дебютировал 3 февраля 2019 года.
Премьера самого сериала состоялась на телеканале «Animal Planet» 9 февраля 2020 года.

### Список серий
- 9 февраля 2020 — «Legendary Turtle of Texas»[21];
- 16 февраля 2020 — «Realm of the Caiman»[21], «Shadow of the Jaguar»[21];
- 23 февраля 2020 — «Swarmed by Killer Bees»[21], «Dinner with a Devil»[21];
- 25 февраля 2020 — «Sharks in the Shadows»[21], «Deadly Tide Pools»[21];
- 3 марта 2020 — «Night of the River Monsters»[21], «Aliens of the Outback»[21];
- 10 марта 2020 — «Into the Anaconda’s Den»[21], «Constricted by a Colossal Python»[21];
- 17 марта 2020 — «Night of the Geckos»[21], «Urban Dragons»[21];
- 24 марта 2020 — «Marsupial Madness»[21], «Arachnophobic Nightmares»[21];
- 7 апреля 2020 — «To Catch a Monitor»[21], «Dragons of the North»[21], «Phantom of the Outback»[21].

## Книги
- 2017 — «Coyote Peterson’s Brave Adventures: Wild Animals in a Wild World!»[22]
- 2018 — «Coyote Peterson: The King of Sting!»[22]
- 2019 — «Coyote Peterson’s Brave Adventures: Epic Encounters in the Animal Kingdom»[22]
- 2019 — «Coyote Peterson’s Wildlife Adventure: An Interactive Guide With Facts, Photos, and More!»[22]